# Pararhyssemus coluber
Pararhyssemus coluber är en skalbaggsart som beskrevs av Mayet 1887. Pararhyssemus coluber ingår i släktet Pararhyssemus och familjen Aphodiidae. Inga underarter finns listade i Catalogue of Life.